# Йордан Добревски
Йордан Добревски (на македонска литературна норма: Јордан Добревски) е детски писател, поет и драматург от Социалистическа република Македония.

## Биография
Роден е на 6 ноември 1939 година в стружкото село Модрич, тогава в Югославия. Завършва средно образование и започва работа в Радио Скопие. Член е на Дружеството на писателите на Македония от 1972 година.
Умира на 9 февруари 1980 година в Скопие.

## Творчество
- И ноќе и дење (поезия за деца, 1970)
- И сон и јаве (поезия и проза за деца, 1970)
- Кажи како да те викам (поезия за деца, 1980)

Носител на наградата на Фестивала югославянското радио в Охрид.